# Parabullacris
Parabullacris is een geslacht van rechtvleugeligen uit de familie Pneumoridae. De wetenschappelijke naam van dit geslacht is voor het eerst geldig gepubliceerd in 1963 door Dirsh.

## Soorten
Het geslacht Parabullacris  is monotypisch en omvat slechts de volgende soort:
- Parabullacris vansoni (Dirsh, 1963)